# Línguas uto-astecas
As línguas uto-astecas  formam um dos mais difusos grupos linguísticos indígenas das Américas, um dos maiores tanto em extensão geográfica quanto em número de variedades. São falados na região da Grande Bacia do Oeste dos Estados Unidos (Oregon, Idaho, Montana, Utah, Califórnia, Nevada, Arizona), pelo leste, centro e sul do México (incluindo Sonora, Chihuahua, Nayarit, Durango, Zacatecas, Jalisco, Michoacán, Guerrero, San Luis Potosí, Hidalgo, Puebla, Veracruz, Morelos, Estado de México e o Distrito Federal), e partes da América Central (o pipil, em El Salvador, e algumas variedades já extintas na Guatemala e Honduras). O estado americano de Utah recebeu seu nome a partir do nome de um povo indígena uto-asteca, os utes. O náuatle clássico, idioma falado pelos astecas, e seus parentes modernos, fazem parte da família uto-asteca.

## História da classificação
As semelhanças entre as línguas uto-astecas foram relatadas já em 1859 por J.C.E. Buschmann.  Buschmann, no entanto, não reconheceu o parentesco genético entre o ramo asteca e as línguas uto-astecas setentrionais, creditando essas semelhanças a influências pelo contato com os astecas. Daniel Garrison Brinton, etnólogo americano, incluiu as línguas astecas nesta família linguística em 1891, e cunhou o termo "uto-asteca". A ideia, no entanto, permaneceu controversa, e foi rejeitada pela classificação de John Wesley Powell, feita no mesmo ano.
A família uto-asteca acabou se firmando como conceito através do trabalho sistemático dos linguistas no início do século XX. Alfred L. Kroeber estabeleceu as relações entre as línguas shoshoneanas; Edward Sapir provou a união entre os ramos de Sonora e shoshoneanos, propostos por Powell, numa série de aplicações revolucionárias do método comparativo a idiomas nativos americanos que não eram escritos.
A maior parte das questões relacionadas à divisão do uto-asteca em subgrupos não apresenta controvérsias. Seis grupos são aceitos universalmente como válidos - o númico, táquico, pímico, taracaítico, corachol e asteca - juntamente com duas línguas não-categorizadas - tübatulabal e hopi. As relações entre estes grupos, no entanto, permanece controversa. O ramo de Sonora (que inclui o pímico, o taracaítico e o corachol) e o ramo Shoshone (que inclui o númico, o táquico, o tübatulabal e o hopi), postulados pela primeira vez no século XIX, não são aceitos por diversos estudiosos. Lyle Campbell, em 1997, e a maior parte dos especialistas atuais, considera este hipótese possível, porém ainda não comprovada. Joseph Greenberg, em 1987, agrupou o uto-asteca com o kiowa-tanoano e o oto-mangueano como o ramo ameríndio central de sua controversa e criticada macrofamília ameríndia, que incluía todas as famílias linguísticas nativas americanas (com a exceção do esquimo-aleúte e do na-dene. Merritt Ruhlen, em 1991, sugeriu que o ameríndio central teria se separado do tronco principal antes que a divisão entre o ameríndio norte e sul se formasse, bem como as outras subdivisões.

## Extensão geográfica e local de origem
Acredita-se que a terra de origem do uto-asteca tenha sido algum lugar no Sudoeste dos Estados Unidos - Arizona, Novo México ou o norte do México, onde a primeira divisão entre os subgrupos setentrional e meridional teria ocorrido. A terra natal do ramo númico foi estabelecida como sendo próxima ao Vale da Morte, na Califórnia, e as línguas uto-astecas meridionais teriam se espalhado a parte de um local no noroeste do México, no sul de Sonora ou norte de Sinaloa.

## O idioma proto–uto-asteca

### Vogais
O proto-uto-asteca foi reconstruído como tendo um sistema pouco usual de cinco vogais: *i *a *u *o *ɨ. O linguista americano Ronald Langacker demonstrou que a sua quinta vogal deve ser reconstruída como *ɨ, e não como *e — existia uma antiga disputa acerca da reconstrução mais apropriada.

### Consoantes
|           | Bilabial | Coronal | Palatal | Velar | Labializada velar | Glotal |
| --------- | -------- | ------- | ------- | ----- | ----------------- | ------ |
| Oclusiva  | *p       | *t      |         | *k    | *kʷ               | *ʔ     |
| Africada  |          | *t͡s     |         |       |                   |        |
| Fricativa |          | *s      |         |       |                   | *h     |
| Nasal     | *m       | *n      |         | *ŋ    |                   |        |
| Rótica    |          | *r      |         |       |                   |        |
| Semivogal |          |         | *j      |       | *w                |        |

*n e *ŋ podem ter sido *l e *n, respectivamente.